# フランク・A・バレット
フランク・アロイシウス・バレット（英語：Frank Aloysius Barrett、1892年11月10日 - 1962年5月30日）は、アメリカ合衆国の政治家、弁護士。連邦上院議員、連邦下院議員、第21代ワイオミング州知事を歴任した。

## 経歴・人物
1892年11月10日にネブラスカ州オマハで8人家族の元に誕生した。母親と父方の祖父母はアイルランドからの移民であった 。地元の公立学校で学び、1916年にクライトン大学法学部を卒業した。第一次世界大戦中、アメリカ陸軍の気球部隊に2年間入隊。1919年に弁護士資格を取得し、ワイオミング州ラスクに移住した。その後ニオブララ郡郡検事、ワイオミング州上院議員を務めた後、ワイオミング大学の評議員を務めた。
1936年に初めて下院議員に立候補したが、ポール・グリーバーに敗れた。1942年に再び下院議員選挙に立候補して当選し、下院議員を4期務めた。
1951年に第21代ワイオミング州知事に就任した。1952年選挙で連邦上院議員に当選したが、1958年の選挙で民主党のゲイル・W・マギーに敗北して再選は果たせなかった。1959年には農務省の最高顧問に任命され、商品信用公社の取締役会のメンバーとなった。
1962年5月15日に白血病と診断され、その15日後に亡くなった。ニオブララ郡ラスクの墓地に埋葬された。敬虔なカトリック教徒で、コロンブス騎士団のメンバーだった。

## 親族
- ジェームズ・エメット・バレット（子供）：ワイオミング州第22代司法長官、第10巡回区控訴裁判所裁判官

## その他のリンク
| アメリカ合衆国上院             | アメリカ合衆国上院 | アメリカ合衆国上院                     |
| ------------------------------ | --- | -------------------------------------- |
| 先代 ジョセフ・C・オマホニー   | ワイオミング州選出上院議員（第1部） 第5代：1953年1月3日 - 1959年1月3日 同職：レスター・C・ハント、エドワード・D・クリッパ、ジョセフ・C・オマホニー | 次代 ゲイル・W・マギー                 |
| アメリカ合衆国下院             | |                                        |
| 先代 ジョン・J・マッキンタイア | ワイオミング州全州選挙区 選出議員 第11代：1943年1月3日 - 1950年12月31日                                                                            | 次代 ウィリアム・ヘンリー・ハリソン3世 |
| 公職                           | |                                        |
| 先代 アーサー・クレイン        | ワイオミング州知事 第21代：1951年1月1日 - 1953年1月3日                                                                                             | 次代 クリフォード・ロジャーズ          |